# Liste der Monuments historiques in Chambornay-lès-Pin
Die Liste der Monuments historiques in Chambornay-lès-Pin führt die Monuments historiques in der französischen Gemeinde Chambornay-lès-Pin auf.

## Liste der Objekte
| Bezeichnung          | Beschreibung                                                                                     | Standort                                    | Kennzeichnung | Schutzstatus | Datum | Bild |
| -------------------- | ------------------------------------------------------------------------------------------------ | ------------------------------------------- | ------------- | ------------ | ----- | ---- |
| Krankenziborium      | Silber, 18. Jahrhundert, Goldschmied Simon Charmet                                               | in der Kirche Nativité-de-Notre-Dame (Lage) | PM70000251    | Classé       | 1970  |      |
| Liturgische Gewänder | Kasel, Stola, Manipel, Bursa und Kelchvelum; Seide, bestickt, zweite Hälfte des 18. Jahrhunderts | in der Kirche Nativité-de-Notre-Dame (Lage) | PM70000252    | Classé       | 1970  |      |